# Вивијен Ли
Вивијен Ли (енгл. Vivien Leigh; Дарџилинг, 5. новембар 1913 — Лондон, 8. јули 1967) је била енглеска позоришна и филмска глумица, која је радила средином прошлог века. Током тридесетогодишње каријере глумила је велики број Шекспирових јунакиња, попут Офелије, Јулије, Клеопатре и леди Магбет. Поред свог супруга, Лоренса Оливијеа, наступала је у позориштима широм света. Њени познати филмови су Пожар над Енглеском, Леди Хамилтон и Цезар и Клеопатра, док је за улоге у филмовима Прохујало са вихором и Трамвај звани жеља награђена Оскаром за најбољу главну глумицу.
Вивијен је мислила да њене глумачке способности нису довољно цењене, и да улоге добија због своје лепоте. Поред тога, веома рано је почела да пати од маничне депресије, због чега је стекла репутацију глумице тешке за сарадњу. Све то, као и буран љубавни живот, утицало је на честе прекиде и периоде неактивности у њеној каријери. Умрла је у педесетчетвртој години, глумећи у само деветнаест филмова.

## Детињство
Вивијан Мери Хартли је рођена у Дарџилингу (Западни Бенгал), у Британској Индији, у породици Ернеста Хартлија, британског официра у индијској коњици и Гертруде Робинсон. Њих двоје су се венчали у Лондону 1912. године, а пет година касније Ернест Харти је премештен у Бангалор, док су Гертруде и Вивијан остали у Утакаманду. Вивијан Харти се први пут појавила у позоришту са три године, рецитујући песму у мајчиној глумачкој аматерској групи. Гертруде Хартли је покушавала да својој кћери усади љубав према књижевности па јој је веома рано читала дела Ханса Кристијана Андерсена, Луиса Керола и Радјарда Киплинга, као и приче из грчке митологије. Као једино дете, Вивијан Хартли је послата 1920. године у манастир у Рохамптон у Енглеској, где се спријатељила са младом Морин О’Саливан, која је ускоро постала глумица.
Образовање је завршила у Европи, вративши се родитељима 1931. године. Открила је родитељима да као и Морин, и она жели да постане велика глумица. Обоје су је подржали у тој намери, а отац јој је помогао да се упише на Краљевску академију драмских уметности у Лондону.
Крајем 1931. године, заљубила се у Херберта Лија Холмана, тринаест година старијег адвоката, а венчали су се 20. децембра 1932. године, када је Вивијан напустила студије. У октобру следеће године родила је кћерку Сузан. Вивијан се упркос новој улози мајке осећала скучено и незадовољно код куће, јер је заборавила свој давнашњи сан. Схвативши то, пријатељи су је предложили за мању улогу у филму Things Are Looking Up. То је био њен филмски деби, након чега је ангажовала менаџера, Џона Глидона. Он је мислио да име Вивијан Холмс није прикладно за глумицу, а након што је одбио њен предлог, (Ејприл Морн), променио га је у Вивијен Ли.

## Каријера

### Прве улоге
Глидон ју је препоручио Александру Корди као потенцијалну филмску глумицу, али Корда је одбио сматрајући како нема глумачког потенцијала. Након улоге у представи The Mask of Virtue 1935. године, Лијева је добила сјајне критике, била је често интервјуисана и изашло је неколико новинских чланака о њој. Међу њима је је био и један из Дејли експреса, у којем је новинар нагласио како јој се „израз лица променио муњевитом брзином“, што је било прво јавно спомињање њених карактеристичних промена расположења. Корда, који је присуствовао премијери представе, признао је своју грешку и потписао са њом филмски уговор, написавши јој име Вивијен Ли. Наставила је са представом, али када је Корда преселио у веће позориште, Вивијен није могла адекватно репродуковати свој глас, ни задржати пажњу толике публике, па је представа убрзо скинута са репертоара. На премијери представе The Mask of Virtue био је још и Лоренс Оливије, чија је позоришна каријера тада добила полет. Две године касније, добили су улоге у филму Пожар над Енглеском, и привлачност коју су осећали једно према другом за време снимања, убрзо се развила у љубав. Упркос томе што су обоје већ били венчани (Оливије глумицом Џил Езмонд), нису крили да су заљубљени једно у друго. Супружници су им након дугог одбијања дали развод, те су се венчали 1941. године.

## Љубавни живот
У то време, Лијева је читала роман Прохујало са вихором, који је написала Маргарет Мичел, и наложила агенту да је предложи Дејвиду Селзнику за главну улогу. Рекла је новинару: „Сама сам се ангажовала за улогу Скарлет О’Харе“, а филмски критичар К. А. Леџун присетио се разговора из истог периода у којем је рекла: „Лоренс Оливије неће глумити Рета Батлера, али ћу ја глумити Скарлет О’Хару. Чекајте и видећете.“ Вивијен се 1938. појавила у филму Јенки у Оксфорду поред Роберта Тејлора и Морин О’Саливан. То је био њен први филм који је примећен и у Сједињеним Државама. Током продукције је стекла репутацију тешке и неразумне особе, а продуценти су рекли њеном агенту да њен уговор неће бити продужен ако се и даље буде тако понашала.
Исте године Оливије путује у САД, на снимање филма Оркански висови, а Вивијен са њим због расписаног конкурс за улогу Скарлет О’Харе. Вивијен је тражила од свог агента да њено име стави међу кандидаткиње. Тог месеца, Селзник ју је гледао у Ватри изнад Енглеске и тада је постала једна од најозбиљнијих кандидата за улогу. Погледао је још и остале њене енглеске филмове и па почиње преговор са продуцентом Александером Кордом, са којим је Вивијен Ли била под уговором до краја те године. Лијева после тога путује у Лос Анђелес, наводно да би била са Оливијеом. Кад је Мајрон Селзник, који је представљао и Оливијеа, срео Лијеву, помислио је да она поседује квалитете које тражи његов брат. Одвео је Ли и Оливијеа на сет где је снимана сцена пожара складишта у Атланти, и упознао је са екипом. Следећег дана, Вивијен је прочитала сцену за Селзника, који је организовао пробу и написао својој жени: „Она је неочекивани победник и изгледа проклето добро. Само за твоје уши: све је спало на Полет Годард, Џин Артур, Џоун Бенет и Вивијен Ли.“.
Редитељ Џорџ Кјукор се сложио и похвалио њену „невероватну вољу“, те је она одмах добила улогу.
Снимање се показало тешким искуством за њу; Кјукор је отпуштен, а доведен је Виктор Флеминг, са којим се она често препирала. Она и Оливија де Хавиленд потајно су се састајале са Кјукором по ноћи и викендима, у потрази за његовим саветом како би требало да одиграју своје улоге. Спријатељила се са Кларком Гејблом и његовом супругом Карол Ломбард, али се сукобила са Леслијем Хауардом, са којим је требало да сними неколико сцена. Због њеног поремећаја, понекад је морала радити седам дана недељно, често касно у ноћ, а недостајао јој је Оливије који је радио у Њујорку. Написала је Лију Холману, „Презирем Холивуд... никад се нећу навикнути на ово - како мрзим филмску глуму.“ Оливија де Хавиленд је 2006. одговорила на тврдње о њеном бесном понашању током снимања филма Прохујало са вихором, што је објављено у биографији Лоренса Оливијеа. Бранила је Виијен Ли, рекавши: „Вивијен је била беспрекорно професионална и беспрекорно дисциплинована на снимању филма. Бринуле су је две ствари: да ли ће дати све од себе у изразито тешкој улози, и како ће поднети велику удаљеност од Ларија, који је Њујорку.“
Прохујало са вихором донео је Вивијен тренутну пажњу и славу, али она је рекла, „Ја нисам филмска звезда - ја сам глумица. Бити филмска звезда, само филмска звезда, је тако лажан живот, који се поводи лажним вредностима и публицитетом. Глумице дуго трају и увек се нађе дивних улога.“ Између десет Оскара које је освојио Прохујало са вихором, била је и награда за најбољу глумицу коју је освојила Вивијен Ли.

### Брак и заједнички пројекти
Фебруара 1940. године, Џил Езмонд пристала је дати развод Лоренсу Оливијеу, а и Холман се пристао развести од Вивијен Ли. После тога Оливије и Ли су се венчали у Санта Барбари (Калифорнија), а на свечаности су били присутни само њихови кумови, Катрин Хепберн и Гарсон Канин.
Вивијен се надала да ће наступити са Оливијеом па је отишла на пробу за филм Ребека, филм који је требало да режира Алфред Хичкок са Оливијеом у главној улози. Ипак након што је видио пробу, Селзник је рекао да она није прави избор, са чиме се сложио и Хичкок, а и њен ментор, Џорџ Кјукор. Селзник је приметио да није показивала никакав ентузијазам за улогу све док главна улога није припала Оливијеу, а касније је ангажовао Џоан Фонтејн. Није јој допустио ни да се придружи Оливијеу у филму Гордост и предрасуде (1940), а Грир Гарсон је преузела улогу коју је Вивијен наменила себи. У филму Мост Ватерло требало је да наступе заједно, али Селзник је Оливијеа заменио са Робертом Тејлором, тада на врхунцу каријере. Упркос њеној не вољи да наступи без Оливијеа, филм не само да је био популаран међу публиком и критиком, него је постао и њен омиљени филм.
Она и Оливије су поставили позоришну продукцију Ромеа и Јулије на Бродвеју. Њујоршка штампа је писала о браколомству које је означило везу између Оливијеа и ње и питао се зашто се не враћају у Енглеску како би допринели ратним напорима, док су критичари били непријатељски расположени њиховим суделовањем у продукцији. Брукс Еткинсон из Њујорк тајмса је написао, „Иако су гђица. Ли и господин Оливије згодан млади пар, једва глуме заједно.“ Док је већина кривње сваљена на Оливијеову глуму и режију, и Вивијен Ли је била критикована. Bernard Grebanier је написао „танкој, продавачкој квалитети гласа гђице. Ли.“ Пар је у пројекат уложио готово целу уштеђевину, а неуспех је била финансијска катастрофа за њих.
Године 1941, заједно снимају филм Леди Хамилтон са Оливијеом у улози Хорејшија Нелсона и Ли као Ема Хамилтон. Са Уједињеним Краљевством која је била учесник Другог светског рата, био је то један од неколико холивудских филмова са пробританским сентиментом. Филм је био јако популаран у Америци, али је највећи успех доживео у Совјетском Савезу. Винстон Черчил је организовао приказивање филма на забави на којој је био Френклин Делано Рузвелт, а присутнима се обратио речима, „Господо, мислим да ће вас интересовати овај филм, будући да приказује велике догађаје сличне онима којих сте управо део.“ Оливијеови су били чести гости код Черчила до краја његовог живота.
Оливијеови су се вратили у Енглеску, а Вивијен је 1943. године путовала кроз северну Африку, наступајући пред трупама пре него што је оболела са константним кашљем и грозницом. Године 1944, јој је установљена туберкулоза на левом плућном крилу, али након што је провела неколико седмица у болници, изгледало је као да се опоравила. У пролеће је снимала филм Цезар и Клеопатра (1945) кад је открила да је трудна, али је побацила. Пала је у тешку депресију која је досегнула критичну тачку кад се окренула против Оливијеа, вербално га и физички нападајући све док није пала на под јецајући. Био је то први од многих нервних сломова повезаних са маничном депресијом, или биполарним поремећајем. Оливије је почео препознавати симптоме надолазеће епизоде - неколико дана хиперактивности које прати период депресије и експлозивни нервни слом, након којег се Вивијен Ли не би ничега сећала, али би се осјећала постиђено и покајнички.
Била је толико добро да настави глумити у успешној лондонској продукцији The Skin of Out Teeth Торнтона Вилдера, али њени филмови из овог раздобља, Цезар и Клеопатра (1945) и Ана Карењина (1948), не доживљавају неки већи успех.
Оливије је 1947. године проглашен витезом, а она му се придружила у Бакингемској палати на инвеститури. Постала је Леди Оливије, титула коју је наставила носити и након њиховог развода, све до смрти.
Оливиер је 1948. године постао члан савета редитеља позоришта Олд Вик, након чега су се он и Ли запутили на турнеју по Аустралији и Новом Зеланду како би прикупили средства за позориште. Током шестомесечне турнеје, Оливије је наступио у комаду Ричард III, а после и са њом у The School for Scandal и The Skin of Our Teeth. Турнеја је била велики успех, а иако се она мучила са несаницом па ју је требало заменити на недељу дана, успела је одговорити на све захтеве стављене пред њу. Оливије је приметио њену способност да „очара новинаре“. Чланови глумачке дружине касније су се присетили неколико свађа између пара, а најдраматичнија је била она у Кристичерчу кад она није хтела изаћи на позорницу. Оливије ју је ошамарио, а она му је узвратила и опсовала га пре него што је отишла на позорницу. При крају турнеје, обоје су били исцрпљени и болесни, а Оливије је рекао новинару, „Можда не знате, али разговарате са паром ходајућих лешева.“ Касније је рекао како је у Аустралији „изгубио Вивијен“.
Успех турнеје охрабрио је Оливијове да први пут наступе заједно на Вест Енду, у истим делима, уз један додатак, Антигону, која је додата на њен захтев јер је хтела глумити у трагедији.
Вивијен Ли је након тога настојала добити улогу Бланш Дубуе у Вест Енду продукцији Трамваја зван чежња Тенесија Вилијамса, а добила ју је након што су је Вилијмас и продуцентица представе Ирене Мајер Селзник видели у The School for Scandal и Антигони, а Оливије је потписао за режију. Како је садржавала сцену силовања и референце на промискуитет и хомосексуалност, представа је означена као контроверзна, а расправе у медијима о њеној примерености додатно су забринуле Вивијен Ли. Али, чврсто је веровала у важност дела. Писац Џ. Б. Пристли критиковао је представу и њен наступ, а критичар Кенет Тинан је рекао како је Вивијен била лош избор јер су британски глумци „преотмени за позорницу“. Оливије и Ли су били разочарани јер је део комерцијалног успеха представе лежао у члановима публике који су дошли на оно за што су мислили да је разблудна и сензационалистичка прича, а не грчка трагедија какву су замишљали, али представа је имала и снажне заговаратеље, међу њима и Ноуел Кауард који је описао Вивијен Ли као сензационалну.
Након 326 наступа, Виијен је завршила своје наступе; међутим, убрзо је ангажована за филмску верзију. Њено непоштовање и непристојни смисао за хумор допустили су јој да развије однос са другом звездом филма, Марлоном Брандом, али се није слагала са режисерем Елајџом Казаном, који није имао високо мишљење о њој. Касније је рекао „није имала талента“, али како је пројекат напредовао, постао је „пун дивљења“ за „највећу одлучност за истицање од било које глумице за коју знам. Пузала би по сломљеном стаклу ако би сматрала да ће то помоћи њеном наступу.“ Њена је улога била исцрпљујућа те је изјавила за Лос Анђелес тајмс, „Девет месеци сам у позоришту била Бланш Дубуа. Сада она управља мноме.“ Критичари су је редом хвалили, а она је освојила свог другог Оскара за најбољу глумицу, БАФТА награду и награду Њујоршког круга критичара за најбољу глумицу. Тенеси Вилијамс је коментарисао да је она улози донела „све што сам намеравао, и пуно тога о чему нисам ни сањао“, али у каснијим годинама, Вивијен је рекла да ју је играње Бланш Дубуа „одвело у лудило“.

### Напредак болести и крај брака са Оливијеом
Лоренс Оливије и Вивијен Ли су 1951. године наступили у две представе о Клеопатри, Антоније и Клеопатра Вилијама Шекспира и Цезар и Клеопатра Џорџа Бренарда Шоуа, мењајући представе сваку ноћ и освајајући добре рецензије. Продукције су преместили у Њујорк, где су наступали једну сезону у позоришту Зигфилд све до 1952. године. Рецензије тамо су биле доста позитивне, али критичар Кенет Тајнан их је разбеснио кад је изјавио како је Вивијен Ли медиокритетски талент који је присилио Оливијеа да компромитује свој. Вивијен је, престрашена неуспеха и са намјером да постигне величину, прихватила његову критику, игноришући позититвне рецензије других критичара.
Јануара 1953. године, отпутовала је у Цејлон како би снимала Стазу слонова са Питером Финчом. Убрзо након почетка снимања, доживела је нервни слом, а студио Парамаунт ју је заменио са Елизабет Тејлор. Оливије ју је вратио у њихов дом у Енглеској, где му је рекла да се заљубила у Финча и да га је преварила са њим. У следећих неколико месеци се поступно опоравила.
Због те епизоде, многи Оливијеови пријатељи су сазнали за њене проблеме. Дејвид Нивен је рекао да је била „добро, добро луда“, а у својем дневнику Ноуел Кауард је изразио изненађење да су „ствари биле лоше и постајале горе од 1948. године или отприлике у то време.“
Касније се довољно опоравила како би наступила са Оливијеом у представи The Sleeping Prince, а 1955. године су одиграли сезону у Авону на Стратфорду у Шекспировим представама: На три краља, Магбет и Тит Андроник. Представе су привлачиле публику, а добијале су позититвне критике. Ноуел Кауард уживао је успех са представом South Sea Bubble, са њом у главној улози, али она је затрудњела и одустала од продукције. Неколико седмица после, побацила је и пала у депресију која је потрајала месецима. Придружила се Оливијеу на европској турнеји са Тит Андроник, али је турнеја прекинута због њених излева беса на Оливијеа и друге чланове дружине. Након повратка у Лондон, њен бивши муж Ли Холман, који је имао велики утицај на њу, остао је са њом да би помогао смирити је.
Године 1958, сматрајући да је њен брак готов, Вивијен је почела везу са глумцем Џеком Меривалом, који је знао за њено здравствено стање и уверио Оливијеа да ће се побринути за њу. Две године касније, она и Оливије су се развели, а Оливије је оженио глумицу Џоан Плурајт.

### Последње године и смрт
Џек Меривал се показао као стабилан утицај на њу, али упркос њеном привидном задовољству, новинару Radie Harris у поверењу је рекла „како би радије проживела кратки живот са Ларијем (Оливије) него се суочила са дугим без њега“. Њен први муж, Ли Холман, такође је провео пуно времена са њом. Merival јој се придружио на турнеји по Аустралији, Новом Зеланду и Латинској Америци која је трајала од јула 1961. до маја 1962. године, а Вивијен је зарадила позитивне рецензије без Оливијеа под светлима позорнице. Иако измучена нападима депресије, наставила је радити у позоришту, а 1963. године осваја награду Тони за најбољу глумицу у мјузиклу у бродвејсоком мјузиклу Товарич. Наступила је и у филмовима Римско пролеће гђе. Стоун (1961) и Брод лудака (1965).
У мају 1967. године је пролазила пробе како би наступила са Мајклом Редгрејвом у филму A Delicate Balance, али јој се тада погоршала туберкулоза. Након неколико седмица одмора, чинило се да се опоравља. Ноћи 7. јула, Merival ју је оставио као и обично, како би наступио у представи, а вратио се кући у поноћ и пронашао је како спава. Око пола сата после, (сада 8. јула), вратио се у спаваћу собу и пронашао њено тијело на поду. Покушала је отићи у купатило, а како су јој се плућа напунила течности, срушила се. Merival је назвао Оливијеа, који је добијао терапију због рака простате у оближњој болници. У својој аутобиографији, Оливије је описао „горку патњу“ кад је одмах отишао у њену резиденцију, где је пронашао Merival како је преместио њено тело на кревет. Оливије је изразио саучешће и „стајао и молио за опрост за сва зла која су нашла између нас“, пре него што је помогао Merival средити појединости око спровода.
Кремирана је, а њен пепео је разасут на језеру код њене куће у Тикерејџ Милу, (Источни Сасекс, Енглеска).

## Критички коментари
Вивије Ли је сматрана једном од најлепших глумица свог доба, а редитељи су то истицали у већини њених филмова. Кад су је питали сматра ли своју лепоту хендикепом, рекла је „људи мисле да ако изгледаш прилично згодно, не знаш глумити, а будући да је мени стало једино до глуме, мислим да лепота не може бити велики хендикеп, ако стварно желиш изгледати као лик којег глумиш, који није као ти.“
Џорџ Кјукор је рекао да је Вивијен била „потпуна глумица, спречена лепотом“, а Лоренс Оливије је рекао да би је критичари требало „да похвале зато што је била глумица, а не пуштати да се њихови судови увек искривљују због њене лепоте.“ Амерички писац и редитељ Гарсон Канин делио је њихово стајалиште и описао Вивијен као „лепотицу чија је заносна лепота често знала засенити њене вртоглаве успехе као глумице. Велике лепотице нису често велике глумице, једноставно зато што не треба да буду. Вивијен је била другачија, амбициозна, устрајна, озбиљна, често инспирисана.“
Вивијен Ли је објаснила да је играла „што је могуће различитије улоге“ у покушају да испита своје вештине и одбаци предрасуде о својим способностима. Веровала је да је комедија захтевнија од драме јер захтева прецизнију синхронизацију, те је додала да би више пажње требало обратити на комедију као део глумачког тренинга. Ближећи се крају каријере, која се кретала од комедија Ноуел Кауард до Шекспирових трагедија, приметила је, „Пуно је лакше људе расплакати него их насмејати.“
Њени рани наступи донијели су јој тренутни успех у Уједињеном Краљевству, али је остала доста непозната у другим деловима света све до премијере филма Прохујало са вихором. Њујорк тајмс је написао у децембру 1939. године, „Скарлет гђице. Ли је оправдала апсурдни захтев који је пред њом постављен. Она је тако уметнички и природно савршено створена за улогу да се ниједна друга глумица не може замислити у тој улози.“. Како јој је слава расла, појавила се на насловници Тајмса као Скарлет.
Године 1969, критичар Ендру Сарис је написао да је успех филма у добром делу био последица инспирисане Ли, а 1998. године је написао да „она живи у нашим сећањима и успоменама као динамична снага, а не као статична присутност.“ Leonard Maltin је описао филм као један од најбољих свих времена, написавши 1998. године да је Ли „бриљантно одиграла“ своју улогу.
Њен наступ у Вест Енду у продукцији Трамвај зван чежња, позоришни писац Филис Хартнол описао је као „доказ веће снаге него што је до тада показивала“, након чега су је дуже време сматрали једном од најбољих глумица британског театра. Расправљајући о филмској верзији, Полин Кејл је написала да су Ли и Марлон Брандо пружили „два највећа наступа икад виђена на филму“ те да је онај њен био „један од оних ретких наступа за којег се са правом може рећи да у исто време буди страх и сажаљење.“
Kenneth Tynan је исмејавао њен наступ са Оливијеом у продукцији Тита Андроника из 1955. године, коментаришући да „она прима вести да ће јој оскврнути мужев леш са благом муком као да је спужваста гума“. Он је био један од неколико критичара који су негативно реаговали на њену реинтерпретацију Леди Магбет 1955. године, рекавши да је њен наступ био нестваран, те да је недостајало беса којег та улога захтева; међутим, након њене смрти је променио мишљење, описујући своје раније критике као „једну од највећих грешака у процени“ које је икад направио.

## Филмографија, награде и признања
| Година | Назив филма          | Улога             | Награде | Остали глумци                                |
| ------ | -------------------- | ----------------- | --- | -------------------------------------------- |
| 1935   |                      | Роуз Венаблес ()  | |                                              |
| 1935   | ученица              |                   | |                                              |
| 1935   | Марџори Белеф ()     |                   | |                                              |
| 1935   | Џентлменски споразум | Фил Стенли ()     | |                                              |
| 1937   | Пожар над Енглеском  | Синтија ()        | | Лоренс Оливије Флора Робсон                  |
| 1937   | Маделајн Годард ()   |                   | |                                              |
| 1937   | Бура у чаши воде     | Викторија Го ()   | | Рекс Харисон Сара Олгуд                      |
| 1938   | Јенки у Оксфорду     | Елза Крадок ()    | | Морин О’Саливан                              |
| 1938   |                      | Либи ()           | | Чарлс Лотон Рекс Харисон                     |
| 1939   | Прохујало са вихором | Скарлет О’Хара () | Оскар за најбољу главну глумицу | Кларк Гејбл Лесли Хауард Оливија де Хавиленд |
| 1940   | Двадесетједан дан    | Ванда ()          | | Лоренс Оливије                               |
| 1940   | Мост Ватерло         | Мајра ()          | |                                              |
| 1941   | Леди Хамилтон        | Ема Хамилтон ()   | | Лоренс Оливије Сара Олгуд Гледис Купер       |
| 1945   | Цезар и Клеопатра    | Клеопатра ()      | | Флора Робсон                                 |
| 1948   | Ана Карењина         | Ана Карењина ()   | | Ралф Ричардсон                               |
| 1951   | Трамвај звани жеља   | Бланш Дубуа ()    | Оскар за најбољу главну глумицу Награда BAFTA за најбољу британску глумицу у главној улози Волпи пехар за најбољу глумицу номинована - Златни глобус за најбољу главну глумицу (драма) | Марлон Брандо Ким Хантер Карл Малден         |
| 1955   |                      | Хестер Колиер ()  | |                                              |
| 1960   | N/A                  | N/A               | Звезда на холивудској стази славних ― почасно | N/A                                          |
| 1961   |                      | Карен Стоун ()    | | Ворен Бејти                                  |
| 1965   |                      | Мери Тридвел ()   | | Симон Сињоре Хозе Ферер Ли Марвин            |